# Vuelta a España 1995
50. ročník cyklistického závodu Vuelta a España se konal mezi 2. a 24. zářím 1995. Celkovým vítězem se stal Francouz Laurent Jalabert z týmu ONCE. Mimo to také vyhrál bodovací a vrchařskou soutěž, čímž se stal teprve třetím jezdcem po Eddymu Merckxovi a Tonymu Romingerovi, jemuž se toto povedlo na Grand Tour.
Tento ročník Vuelty a España byl první, který se nekonal v tradičním termínu na konci dubna, ale v září, jakožto poslední Grand Tour sezóny. Tato změna byla provedena z důvodu zatraktivnit Vueltu nejlepším jezdcům, kteří se dříve nemohli účastnit Vuelty kvůli časové blízkosti Gira d'Italia a Tour de France.

## Týmy
Závodu se zúčastnilo 180 jezdců, z čehož 118 dokončilo závod.
Týmy, které se zúčastnily závodu, byly:
- Artiach
- Banesto
- Carrera Jeans–Tassoni
- Castellblanch
- Equipo Euskadi
- Festina–Lotus
- GAN
- Gewiss–Ballan
- Chazal–König
- Kelme–Sureña
- Mapei–GB–Latexco
- Mercatone–Uno–Saeco
- Motorola
- Novell–Decca–Colnago
- ONCE
- Polti–Granarolo–Santini
- Santa Clara–Cadena Master
- Sicasal–Acral
- Team Telekom
- TVM–Polis Direct

## Trasa a etapy
| Etapa | Datum    | Trasa                                     | Vzdálenost          | Typ                 | Typ                  | Vítěz                     |
| ----- | -------- | ----------------------------------------- | ------------------- | ------------------- | -------------------- | ------------------------- |
| P     | 2. září  | Zaragoza                                  | 7 km (4,3 mi)       |                     | Individuální časovka | Abraham Olano (ESP)       |
| 1     | 3. září  | Zaragoza - Logroño                        | 186,6 km (115,9 mi) |                     | Rovinatá etapa       | Nicola Minali (ITA)       |
| 2     | 4. září  | San Asensio - Santander                   | 223,5 km (138,9 mi) |                     | Rovinatá etapa       | Gianluca Pianegonda (ITA) |
| 3     | 5. září  | Santander - Alto del Naranco              | 206,0 km (128,0 mi) |                     | Kopcovitá etapa      | Laurent Jalabert (FRA)    |
| 4     | 6. září  | Tapia de Casariego - A Coruña             | 82,6 km (51,3 mi)   |                     | Rovinatá etapa       | Marcel Wüst (GER)         |
| 5     | 7. září  | A Coruña - Ourense                        | 179,8 km (111,7 mi) |                     | Rovinatá etapa       | Laurent Jalabert (FRA)    |
| 6     | 8. září  | Ourense - Zamora                          | 264,0 km (164,0 mi) |                     | Rovinatá etapa       | Nicola Minali (ITA)       |
| 7     | 9. září  | Salamanca                                 | 41,0 km (25,5 mi)   |                     | Individuální časovka | Abraham Olano (ESP)       |
| 8     | 10. září | Salamanca - Ávila                         | 219,8 km (136,6 mi) |                     | Horská etapa         | Laurent Jalabert (FRA)    |
| 9     | 11. září | Ávila - Palazuelos de Eresma              | 122,5 km (76,1 mi)  |                     | Horská etapa         | Jesper Skibby (DEN)       |
| 10    | 12. září | Córdoba - Sevilla                         | 208,5 km (129,6 mi) |                     | Rovinatá etapa       | Jeroen Blijlevens (NED)   |
| 11    | 13. září | Sevilla - Marbella                        | 162,5 km (101,0 mi) |                     | Rovinatá etapa       | Nicola Minali (ITA)       |
| 12    | 14. září | Marbella - Sierra Nevada                  | 238,5 km (148,2 mi) |                     | Horská etapa         | Bert Dietz (GER)          |
| 13    | 15. září | Olula del Río - Murcia                    | 181,0 km (112,5 mi) |                     | Kopcovitá etapa      | Christian Henn (GER)      |
| 14    | 16. září | Elche - Valencia                          | 207,0 km (128,6 mi) |                     | Rovinatá etapa       | Marcel Wüst (GER)         |
| 15    | 17. září | Barcelona - Estadi Olímpic Lluís Companys | 154,0 km (95,7 mi)  |                     | Kopcovitá etapa      | Laurent Jalabert (FRA)    |
|       | 18. září | Den odpočinku                             | Den odpočinku       | Den odpočinku       | Den odpočinku        |                           |
| 16    | 19. září | Tàrrega - Pla de Beret                    | 197,3 km (122,6 mi) |                     | Horská etapa         | Alex Zülle (SUI)          |
| 17    | 20. září | Naut Aran - Luz Ardiden (Francie)         | 179,2 km (111,3 mi) |                     | Horská etapa         | Laurent Jalabert (FRA)    |
| 18    | 21. září | Luz-Saint-Sauveur (Francie) - Sabiñánigo  | 157,8 km (98,1 mi)  |                     | Horská etapa         | Asiat Saitov (RUS)        |
| 19    | 22. září | Sabiñánigo - Calatayud                    | 227,7 km (141,5 mi) |                     | Rovinatá etapa       | Adriano Baffi (ITA)       |
| 20    | 23. září | Alcalá de Henares                         | 41,6 km (25,8 mi)   |                     | Individuální časovka | Abraham Olano (ESP)       |
| 21    | 24. září | Alcalá de Henares - Madrid                | 147,5 km (91,7 mi)  |                     | Rovinatá etapa       | Marcel Wüst (GER)         |
|       | Celkem   | Celkem                                    | 3 750 km (2 330 mi) | 3 750 km (2 330 mi) | 3 750 km (2 330 mi)  | 3 750 km (2 330 mi)       |

## Průběžné pořadí
| Etapa          | Vítěz               | Celkové pořadí      | Bodovací soutěž  | Vrchařská soutěž |
| -------------- | ------------------- | ------------------- | ---------------- | ---------------- |
| P              | Abraham Olano       | Abraham Olano       | Abraham Olano    | neuděleno        |
| 1              | Nicola Minali       | Abraham Olano       | Laurent Jalabert | Marco Artunghi   |
| 2              | Gianluca Pianegonda | Gianluca Pianegonda | Laurent Jalabert | Laurent Jalabert |
| 3              | Laurent Jalabert    | Laurent Jalabert    | Laurent Jalabert | Laurent Jalabert |
| 4              | Marcel Wüst         | Laurent Jalabert    | Laurent Jalabert | Laurent Jalabert |
| 5              | Laurent Jalabert    | Laurent Jalabert    | Laurent Jalabert | Laurent Jalabert |
| 6              | Nicola Minali       | Laurent Jalabert    | Laurent Jalabert | Laurent Jalabert |
| 7              | Abraham Olano       | Laurent Jalabert    | Laurent Jalabert | Laurent Jalabert |
| 8              | Laurent Jalabert    | Laurent Jalabert    | Laurent Jalabert | Laurent Jalabert |
| 9              | Jesper Skibby       | Laurent Jalabert    | Laurent Jalabert | Laurent Jalabert |
| 10             | Jeroen Blijlevens   | Laurent Jalabert    | Laurent Jalabert | Laurent Jalabert |
| 11             | Nicola Minali       | Laurent Jalabert    | Laurent Jalabert | Laurent Jalabert |
| 12             | Bert Dietz          | Laurent Jalabert    | Laurent Jalabert | Laurent Jalabert |
| 13             | Christian Henn      | Laurent Jalabert    | Laurent Jalabert | Laurent Jalabert |
| 14             | Marcel Wüst         | Laurent Jalabert    | Laurent Jalabert | Laurent Jalabert |
| 15             | Laurent Jalabert    | Laurent Jalabert    | Laurent Jalabert | Laurent Jalabert |
| 16             | Alex Zülle          | Laurent Jalabert    | Laurent Jalabert | Laurent Jalabert |
| 17             | Laurent Jalabert    | Laurent Jalabert    | Laurent Jalabert | Laurent Jalabert |
| 18             | Asiat Saitov        | Laurent Jalabert    | Laurent Jalabert | Laurent Jalabert |
| 19             | Adriano Baffi       | Laurent Jalabert    | Laurent Jalabert | Laurent Jalabert |
| 20             | Abraham Olano       | Laurent Jalabert    | Laurent Jalabert | Laurent Jalabert |
| 21             | Marcel Wüst         | Laurent Jalabert    | Laurent Jalabert | Laurent Jalabert |
| Konečné pořadí | Konečné pořadí      | Laurent Jalabert    | Laurent Jalabert | Laurent Jalabert |

## Konečné pořadí
| Pořadí | Jezdec                    | Tým                 | Čas         |
| ------ | ------------------------- | ------------------- | ----------- |
| 1      | Laurent Jalabert (FRA)    | ONCE                | 95h 30' 33s |
| 2      | Abraham Olano (ESP)       | Mapei–GB–Latexco    | 4' 22s      |
| 3      | Johan Bruyneel (BEL)      | ONCE                | 6' 48s      |
| 4      | Melchor Mauri (ESP)       | ONCE                | 8' 04s      |
| 5      | Richard Virenque (FRA)    | Festina-Lotus       | 11' 38s     |
| 6      | Roberto Pistore (ITA)     | Polti-Vaporetto     | 11' 54s     |
| 7      | David García (ESP)        | Banesto             | 13' 50s     |
| 8      | Daniel Clavero (ESP)      | Artiach             | 15' 03s     |
| 9      | Michele Bartoli (ITA)     | Mercatone Uno-Saeco | 19' 14s     |
| 10     | Stefano Della Santa (ITA) | Mapei-GB            | 19' 42s     |